# Elecciones parlamentarias de Portugal de 2011
Las elecciones parlamentarias portuguesas de 2011, también llamadas elecciones para la Asamblea de la República, fueron celebradas el domingo 5 de junio de 2011.
El presidente del Gobierno, José Sócrates, propuso el 23 de marzo de 2011 al jefe del Estado, Aníbal Cavaco Silva, la disolución del Parlamento y la convocatoria de nuevas elecciones generales, tras la pérdida de una importante votación parlamentaria, cuyo resultado positivo venía exigido por compromisos internacionales del Gobierno con la Unión Europea. Finalmente, el 31 de marzo Cavaco Silva accedió a su petición.
En las elecciones generales, el PSD ganó ampliamente las elecciones, pero tuvo que firmar un acuerdo de Gobierno con el CDS para que su candidato, Pedro Passos Coelho, pudiese acceder a la presidencia del Gobierno. El nuevo Gobierno constituido es el XIX Gobierno Constitucional de Portugal. La campaña electoral se realizó entre los días 22 de mayo y 3 de junio de 2011.

## Candidatos
Quince partidos se presentaron a las legislativas portuguesas de 2011.
- Bloco de Esquerda (BE) - Francisco Louçã.
- Centro Democrático Social-Partido Popular (CDS-PP) - Paulo Portas.
- Coalición Democrática Unitaria (CDU - PCP+PEV) - Jerónimo de Sousa.
- Movimento Esperança Portugal - Rui Marques.
- Nova Democracia (PND) - Manuel Monteiro.
- Personas-Animales-Naturaleza (PAN) - Paulo Borges.
- Partido Comunista de los Trabajadores Portugueses / Movimiento Reorganizativo del Partido del Proletariado (PCTP/MRPP) - António Garcia Pereira.
- Partido Democrático del Atlántico (PDA) - Pedro Batista.
- Partido Humanista (PH) - Manuela Magno.
- Partido Nacional Renovador (PNR) - José Pinto Coelho.
- Partido Operário de Unidade Socialista (POUS) - Carmelinda Pereira.
- Partido Popular Monárquico (PPM) - Paulo Estevão.
- Partido Socialdemócrata (PPD/PSD) - Pedro Passos Coelho.
- Partido Socialista (PS) - José Sócrates.
- Partido de la Tierra (MPT) - Pedro Quartin Graça.
- Partido Trabalhista Português (PTP) - Amândio Madaleno.
- Portugal pro Vida (PPV) - Luís Botelho Ribeiro.

## Resultados
Fuente: Comissão Nacional de Eleições Archivado el 20 de octubre de 2014 en Wayback Machine.
- Electorado: 9.624.354
  - 9.429.243 residentes en Portugal
  - 195.111 residentes en el extranjero
- Votantes: 5.585.054 (58,03%)
  - 5.551.743 (58,88%) residentes en Portugal
  - 33.311 (17,07%) residentes en el extranjero
- Abstención: 4.039.300 (41,97%)
- Votos válidos: 5.357.037 (95,92%)
- Votos en blanco: 148.618 (2,66%)
- Votos nulos: 79.399 (1,42%)

| ← Elecciones legislativas de Portugal, 5 de junio del 2011 → |                        |           |       |         |     |
| Partido                                                      | Cabeza de lista        | Votos     | %     | Escaños | +/- |
| Partido Social Demócrata (PSD)                               | Pedro Passos Coelho    | 2.159.181 | 38,66 | 108     | +27 |
| Partido Socialista (PS)                                      | José Sócrates          | 1.566.347 | 28,05 | 74      | -23 |
| Centro Democrático Social-Partido Popular (CDS-PP)           | Paulo Portas           | 653.888   | 11,71 | 24      | +3  |
| Coalición Democrática Unitaria (CDU - PCP+PEV)               | Jerónimo de Sousa      | 441.147   | 7,90  | 16      | +1  |
| Bloque de Izquierda (BE)                                     | Francisco Louçã        | 288.923   | 5,17  | 8       | -8  |
| PCTP/MRPP                                                    | António Garcia Pereira | 62.610    | 1,12  | -       | =   |
| Partido por los Animales y la Naturaleza (PAN)               | Paulo Borges           | 57.995    | 1,04  | -       | -   |
| Partido de la Tierra (MPT)                                   | Pedro Quartin Graça    | 22.704    | 0,41  | -       | =   |
| Movimiento Esperanza Portugal (MEP)                          | Rui Marques            | 21.942    | 0,39  | -       | =   |
| Partido Nacional Renovador (PNR)                             | José Pinto Coelho      | 17.548    | 0,31  | -       | =   |
| Partido del Trabajo Portugués (PTP)                          | Amândio Madaleno       | 16.895    | 0,30  | -       | =   |
| Partido Popular Monárquico (PPM)                             | Paulo Estevão          | 14.687    | 0,26  | -       | =   |
| Partido Nueva Democracia (PND)                               | Manuel Monteiro        | 11.806    | 0,21  | -       | =   |
| Portugal Pro Vida (PPV)                                      | Luís Botelho Ribeiro   | 8.209     | 0,15  | -       | =   |
| Partido de los Trabajadores de la Unidad Socialista (POUS)   | Carmelinda Pereira     | 4.572     | 0,08  | -       | =   |
| Partido Democrático del Atlántico (PDA)                      | Pedro Batista          | 4.569     | 0,08  | -       | -   |
| Partido Humanista (PH)                                       | Manuela Magno          | 3.588     | 0,06  | -       | -   |